# Alexe Popescu
Alexe Popescu (n. 30 noiembrie 1927, București – d. 8 iunie 1974, București) a fost un inginer chimist român, membru corespondent al Academiei Române.

## Distincții
- Ordinul Muncii clasa a II-a (26 iunie 1969) „în semn de prețuire a personalului didactic pentru activitatea meritorie în domeniul instruirii și educării elevilor și studenților și a contribuției aduse la dezvoltarea învățămîntului și culturii din patria noastră”[1]